# Rhynchospora locuples
Rhynchospora locuples là loài thực vật có hoa trong họ Cói. Loài này được C.B.Clarke miêu tả khoa học đầu tiên năm 1904.